# Passiflora ichthyura
Passiflora ichthyura är en passionsblomsväxtart som beskrevs av Maxwell Tylden Masters. Passiflora ichthyura ingår i släktet passionsblommor, och familjen passionsblomsväxter. Inga underarter finns listade i Catalogue of Life.